# トロイア戦記

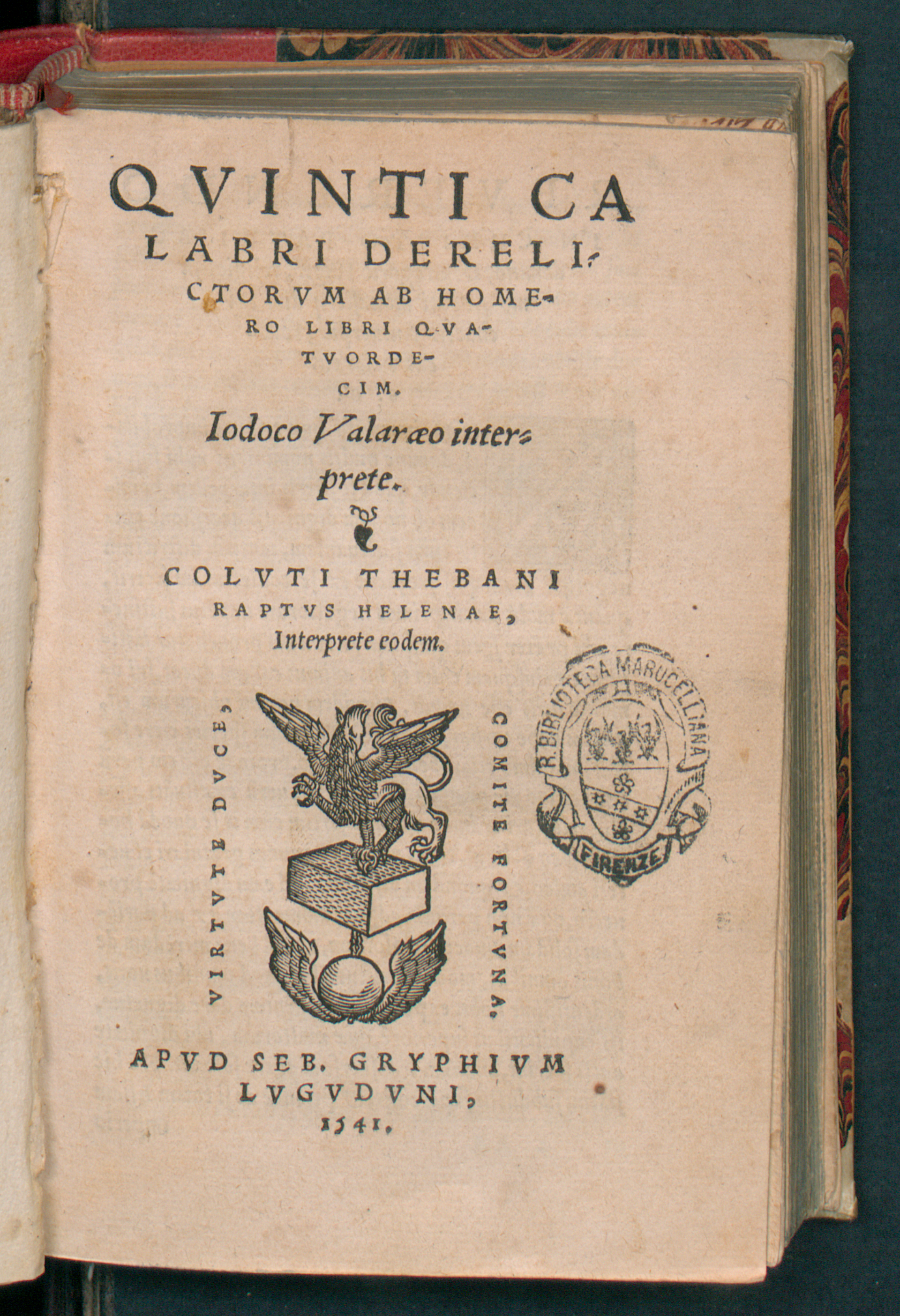
Posthomerica, 1541年

『トロイア戦記』（トロイアせんき、希: τὰ μεθ᾿ Ὅμηρον, 羅: tà meth᾿ Hómēron, 英: Posthomerica, 直訳すると「ホメーロス以後」）は、古代ギリシャの詩人スミュルナのコイントス（クイントゥス）による紀元4世紀後半頃の長編叙事詩。『イーリアス』の最後の場面であるヘクトールの死から始まり、イーリオス陥落とギリシャ勢の離散までのトロイア戦争の最終盤を描く。全14巻で8800行近くあり、イーリアスの半分強の長さである。

## 概略
クイントゥスの執筆目的は、叙事詩環の他の作品と同じように、二つのホメロスの叙事詩の間の隙間をきちんと埋めることにあるのは明らかである。
最初の4巻はアイティオピスと同じ期間を描いている。ヘルトールの葬儀後に始まり、アマゾーンの女王ペンテシレイア、エーオースの子メムノーン、アキレウスらの武勇と死ののち、アキレウス追悼の競技会が行われる。
第5巻から12巻までは、小イーリアスと同じ期間を描いている。アキレウスの遺品の武具を巡って大アイアースとオデュッセウスが争い、敗北後にアイアースは自殺する。ネオプトレモス、エウリュピュロス、デーイポボスらが登場し、パリスとオイノーネーが亡くなったのち、木馬が作られる。
残りの13、14巻はイーリオスの陥落と同じ期間を描いている。木馬によるイーリオス陥落、アキレウスの墓でポリュクセネーが生贄として殺害され、ギリシャ勢は出発し、嵐に遭遇して彼らは散り散りになる。
こうして、物語はイーリアスの終わった後で始まり、オデュッセイアの始まる前で終わっている。
それゆえ、生き残ったトロイア戦記の写本のうち3冊は、イリアスとオデュッセイアの写本の間にサンドイッチされた状態で発見された物だという事実も、さして驚くようなことではないだろう。

## 主要登場人物
- ギリシャ勢
  - アガメムノーン — ミュケーナイ王。ギリシャ勢の指導者
  - アキレウス — ペーレウスとテティスの息子。ギリシャ勢の最強英雄
  - オデュッセウス — イタケー王
  - 大アイアース — テラモーンの息子。ギリシャ勢ではアキレウスに次ぐ強さを持つ。
  - メネラーオス — スパルタ王。ヘレネーの夫。アガメムノーンの弟
  - ディオメーデース — アルゴス王。父はテューデウス、母はデーイピュレー
  - ネストール - ピュロス王
  - 小アイアース — オイレウスの息子
  - カルカース — 予言者
  - ネオプトレモス — アキレウスの息子
  - ピロクテーテース — ヘーラクレースの弓の使い手
- イーリオス（トロイア）
  - アイネイアース — アンキーセースとアプロディーテーの息子
  - パリス — ヘレネーの略奪者
  - プリアモス — トロイア王
  - ポリュダマース（英語版） - ヘクトールの友人。戦術に長ける
  - デーイポボス - ヘクトールの兄弟
  - カッサンドラー - トロイアの王女・予言者。
  - ヘカベー - プリアモスの妻。トロイア女王。
  - アンドロマケー - ヘクトールの妻
- トロイアに招請された他国の戦士
  - ペンテシレイア - アマゾーンの女王
  - メムノーン - アイティオピアーの王
  - エウリュピュロス - ミュシア勢の指揮官
- 大神
  - ゼウス
  - ヘーラー
  - アポローン
  - アプロディーテー
  - アレース
  - アテーナー
  - ヘルメース
  - ポセイドーン
  - ヘーパイストス
- 小神
  - エリス
  - イーリス
  - テティス
  - テミス

## 先行作品との関係
トロイア戦記はホメロスに強く似せられており、長い間、ホメロスに劣ると考えられてきたが、現在では、ホメロスの叙事詩との関係において、どのようにクイントゥスの独創的で創造的であったかが理解されている。
イーリアスは、
トロイアの民は九日にわたって薪を集め、町の外へ集めた。
十日目の朝、豪勇ヘクトールの遺体は運び出されて薪の上に載せられ、火がつけられる。
次の日の朝、火葬の場にはトロイアの民が続々と集まり、きらめく葡萄酒をかけて火を消した。
兄弟や戦友たちが遺骨を拾い、紫の布に包んで黄金の壺に納める。
そして穴に納めるとその上に大石を並べ、
手早く塚を盛り上げると、その周囲には警護の兵を配置した。
そして、プリアモスの館の内で、盛大な供儀の宴が行われた。
馬を馴らすヘクトールの葬儀は、かくのごとく営まれた。—ヘクトールの遺体引取り（第二十四歌）
で終わる。クイントゥスは歌い出しのような導入部なしに、その直後につなげる形で、
神々にも等しきヘクトールはペーレウスの息子に討たれた。
火葬の薪は尽き、その骨は大地の下に納められた。—ペンテシレイア（第1巻）
と物語を始めている。
物語の目的は、イーリアスを完結させ、登場人物たちにそれぞれ結末を与えることのようである。先行作品では味方との不和を抱えていた多くの人物、たとえばソポクレースの悲劇の材になるほど強い敵意をオデュッセウスに対して抱いていたピロクテーテースは、かなり手早くそれを克服して協力している。
ルーマニアの古典文学研究者のEugen Cizekは「クイントゥスがこの作品によって、ホメロスを補って、古代世界の英雄絵巻を完成させたことで、読者が伝説のトロイア戦争をはっきりと理解する助けとなっている」と評している。

## 日本語訳
- クイントゥス『トロイア戦記』松田治訳、講談社〈講談社学術文庫〉、2000年9月8日。ISBN 4-06-159447-8